# Гонтьянске Тесаре (район Крупина)
Гонтьянске Тесаре (словац. Hontianske Tesáre,нем. Dessir,венг. Teszér ) — деревня района Крупина Банскобистрицкого края Словакии.
Население — 940 человек (2014).
Расположена на юге центральной Словакии в исторической области Словакии — Гонт у подножья Штьявницких Врхов и Крупинской Планины.
Через Гонтьянске Тесаре проходит международная автотрасса (E77) Будапешт — Варшава. К югу от деревни (около 5 км) расположен знаменитый город-курорт Дудинце, к северу (примерно 20 км) административный центр г. Крупина. Севернее, около 50 км от деревни находится город Зволен.
Состоит из четырёх районных муниципалитетов, вошедших в её состав в 1971 году:
- Гонтьянске Тесаре,
- Дворники,
- Чипице,
- Бачовце.

По данным переписи в 2001 году в деревне проживало:
- словаков — 91,97 %
- чехов — 0,35 %
- цыган — 7,32 %
- венгров — 0,24 %

## История
Впервые упоминается как Tezer в 1279 году. До 1918 года входила в состав Королевства Венгрия, затем — Чехословакии.

## Население
| Год:                | 1994 | 2004    | 2014    | 2024    |
| ------------------- | ---- | ------- | ------- | ------- |
| Количество человек: | 818  | 899     | 940     | 868     |
| Разница:            |      | +9,90 % | +4,56 % | −7,65 % |